# 藤原实方
藤原实方（日语：／ Fujiwara no Sanekata，?-999年1月2日）是日本平安時代中期的貴族、歌人；乃左大臣藤原師尹之孫、侍从藤原定時之子；中古三十六歌仙之一。

## 生平
父亲藤原定時早逝，过继成为叔父藤原济時的養子。侍奉花山、一条两朝天皇，官至従四位上左中将。
天禄三年（972）任左近将监，次年升叙从五位下。天延三年任侍从，经左近卫权佐（一说右兵卫佐），九年后就任左近少将，转右马头，正历二年（991）升任为右近中将，四年叙从四位上，五年就任左近中将。
宽和二年（986）六月，实方入宫吟咏，以诗才见宠于圆融、花山两院。和清少纳言、小大君都有相互赠答的恋歌。

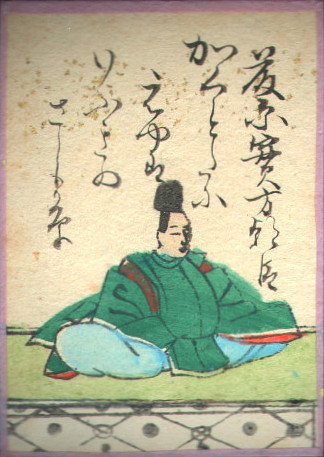
藤原实方
（百人一首）

長德元年（995年），遊東山，實方于花陰下避雨作歌，众人认為絕唱。第二天，藤原齐信向一条天皇特别称赞藤原实方。藤原行成说道：“其人驕慢。歌雖美，奚足言哉。”實方听后大怒，与行成論爭于殿上，實方一时大怒，夺下行成的冠投在地上，行成镇静从容，而實方引起天皇不满。天皇以“錄進歌枕”为名。
長德4年12月（999年1月），实方骑马路过笠岛道祖神前，乘坐的马突然倒下而去世，享年约40歳。

## 和歌
《拾遺和歌集》（7首）等勅撰和歌集中有64首入集。个人歌集为《实方朝臣集》。

## 逸話
- 藤原实方同藤原公任、源重之、藤原道信等亲近友好。实方在当时被称为风流才子，相传与20个以上女性有交往。实方曾被考虑为《源氏物語》主人公光源氏的原型。

## 系譜
- 父：藤原定時
- 母：源雅信之女
- 養父：藤原済時
- 生母不明
  - 子：藤原朝元（?-1031）
  - 子:こそぎみ
  - 子：賢尋
  - 子：貞叙
  - 子：義賢

## 脚注、参考
1. ↑  『尊卑分脈』では正四位下とする。
2. ↑  『勅撰作者部類』

## 關連
- 伊吹山